# EU Business School
EU Business School (dawniej European University) – multi-kampusowa prywatna szkoła biznesu z siedzibą w Szwajcarii. Prowadzi kampusy w Szwajcarii (Genewa i Montreux), Hiszpanii (Barcelona), Niemczech (Monachium) oraz placówkę zarządzającą w Yvorne, Szwajcaria.

## Historia
EU Business School została utworzona w Antwerpii w 1973 roku przez Xaviera Nieberdinga oraz w Brukseli w 1982 roku przez Deana Dominique Jozeau. Obecnym prezesem zarządu jest Dirk Craen, UNESCO Przewodniczący ds. Stosunków Międzynarodowych, Administracji i Przedsiębiorczości.

## Programy akademickie
EU Business School oferuje programy edukacji biznesowej prowadzone w języku angielskim. Programy są uszeregowane dla poziomu licencjackiego i magisterskiego i obejmują studia licencjackie, studia magisterskie i doktoranckie studia Business Administration (BBA, MBA iDBA).

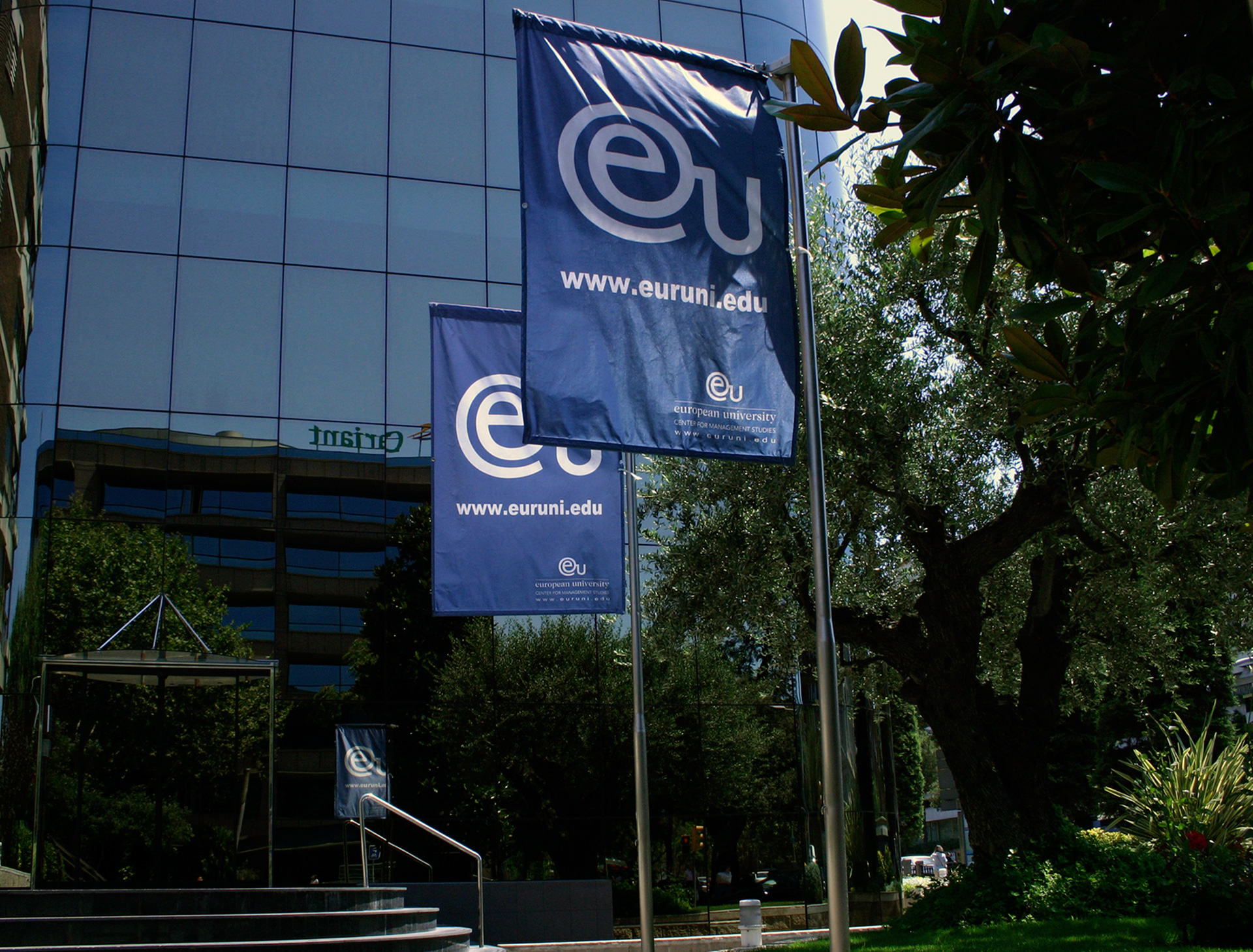

Programy studiów licencjackich i magisterskich oferowane są w wielu dziedzinach, takich jak: Komunikacja i Public Relations, Turystyka i wypoczynek, Stosunki międzynarodowe, Zarządzanie sportem, Biznes i rozwój przedsiębiorstwa, zarządzanie biznesem i projektami, zarządzanie przedsiębiorstwem rodzinnym, Finanse w biznesie, Administracja przedsiębiorstwami mediów cyfrowych (BBA), Handel międzynarodowy, marketing międzynarodowy, globalna bankowość i finanse, Przedsiębiorczość, Kierownictwo, E-biznes, Zasoby ludzkie, Zarządzanie reputacją.
Oprócz programów licencjackich i podyplomowych, oferuje również uzyskanie stopnia licencjackiego Executive BBA (EBBA), stopnia magistra w International Business online i programy doktoratów w Administracji Biznesowej.
EU Business School oferuje dwustopniowe studia na mocy współpracy z Shinawatra International University w Bangkoku (Tajlandia). W 2013 roku szkoła otrzymała tymczasową akredytację Malezyjskiej Agencji Kwalifikacyjnej [ang. MQA] z Jesselton College (Malezja), dla studentów, którzy otrzymali podwójny dyplom studiów licencjackich na kierunku Ekonomia przedsiębiorstwa [ang. dual BBA]. Ponadto Europejska Szkoła Biznesu oferuje programy partnerskie w Azji Południowo-Wschodniej i Rosji. Jest to zachęta dla studentów do udziału w wymianach między kampusami w Hiszpanii, Szwajcarii, Niemczech, Wielkiej Brytanii, Rosji, Kazachstanie, na Tajwanie, w Chinach, USA, Malezji i Tajlandii.

## Akredytacje

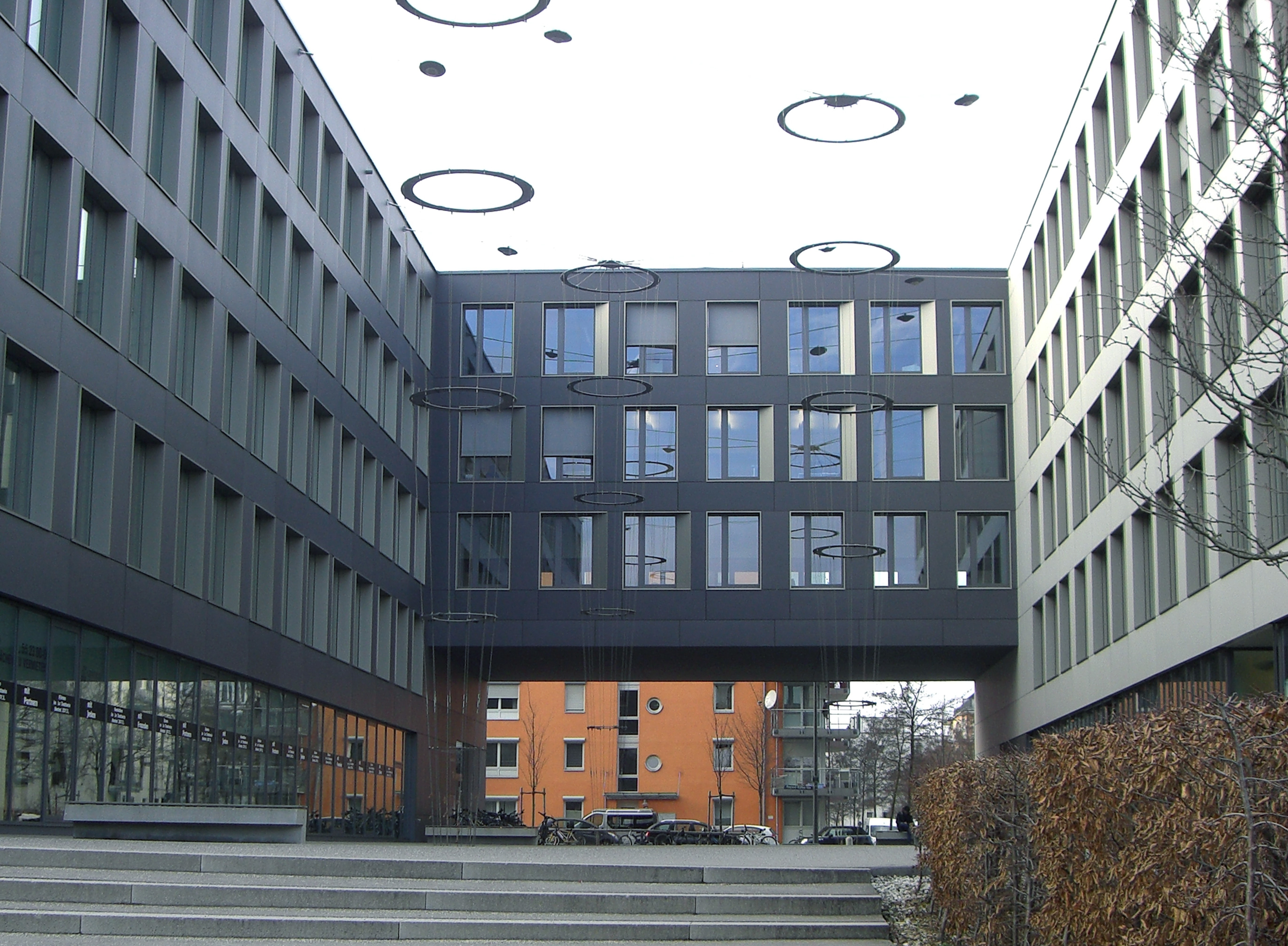

EU Business School oferuje certyfikowany w Wielkiej Brytanii i Niemczech tytuł licencjata w dziedzinie Międzynarodowego Biznesu przyznawany przez Uniwersytet Derby, a także certyfikowany w Wielkiej Brytanii i Niemczech tytuł magistra w dziedzinie Zarządzania Międzynarodowego przyznawany przez Uniwersytet Roehampton, obie uczelnie posiadają rating H+ (akredytacja państwowa) według klasyfikacji Anabin.
EU Business School oferuje wspólny program z akredytowanymi uczelniami państwowymi Pace University (Nowy Jork) oraz Fisher College (Boston), polegający na przyznawaniu studentom dwóch odrębnych stopni licencjata.
W styczniu 2011 roku, UE Business School otrzymała akredytację Quality International Accreditation (IQA) od Stowarzyszenia Rozwoju Zarządzania Europy Środkowej i Wschodniej (CEEMAN), dzięki której szkoła została odnowiona w 2015 roku.
W listopadzie 2014 roku, UE Business School otrzymała certyfikat od EduQuaSzwajcarski znak jakości przyznawany instytucjom edukacyjnym dla dorosłych i dalszego szkolenia ustawicznego.
Programy biznesowe w EU Business School, w Szwajcarii, są w pełni akredytowane przez International Assembly for Collegiate Business Education (IACBE) od marca 2010 r.
Wszystkie programy biznesowe UE Business School są akredytowane przez Radę Akredytacyjną dla Szkół Biznesu i Programów (ang. ACBSP) od 2009 roku.

## Afiliacja
W styczniu 2013 roku, UE Business School została sponsorem Izby Handlu, Przemysłu i Usług w Genewie.
EU Business School ze Szwajcarii została członkiem Szwajcarskiej Federacji Prywatnych Szkół, Genewskiego Stowarzyszenia Szkół Prywatnych, Stowarzyszenia Lake Geneva Swiss Private Schools.
EU Business School jest członkiem Akademii Biznesu [ang. The Academy of Business in Society] (ABIS), Rady Europejskiej ds. edukacji w biznesie [ang.European Council for Business Education], oraz Europejskiej Fundacji na rzecz Rozwoju Zarządzania [ang.European Foundation for Management Development].
EU Business School w Barcelonie jest członkiem Hiszpańskiego Stowarzyszenia Uczelni i Uniwersytetów.

## Rankingi

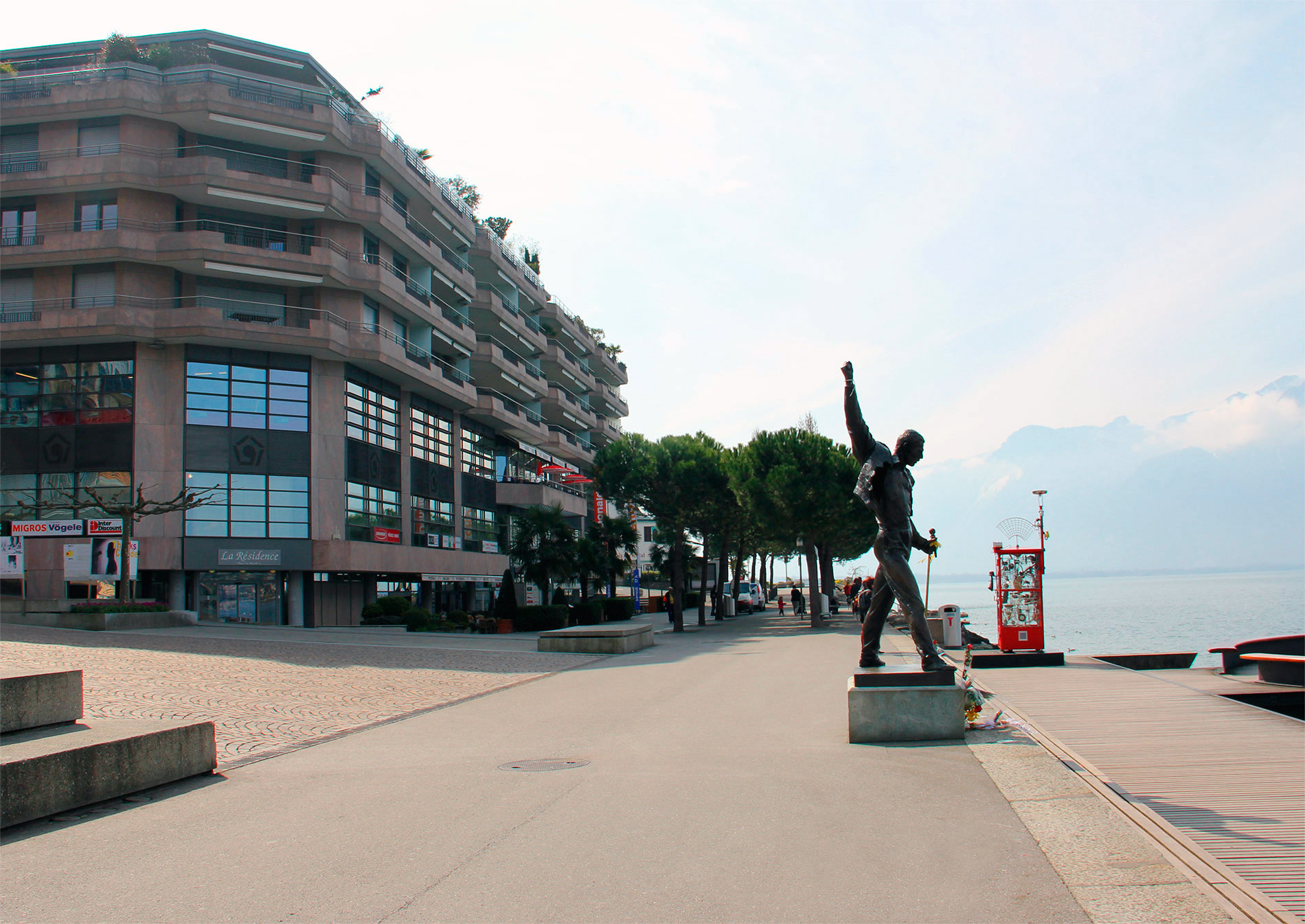

### Quacquarelli Symonds
W 2015 roku EU Business School z Hiszpanii zajęła 2. miejsce spośród 46 według Quacquarelli Symonds, zdobywając najlepszy wskaźnik rentowności [ang. ROI] wśród europejskich programów MBA. Średni wzrost wynagrodzenia po zdobyciu tytułu magistra w Europejskiej Szkole Biznesu w Hiszpanii wynosi 138%. Jest to drugi najniższy koszt programu ze średnim okresem zwrotu wynoszącym 23 miesięcy.
EU Business School zajmuje 3. miejsce w Szwajcarii, zaraz za szkołą biznesu IMD oraz Uniwersytetem St. Gallen, według raportu QS Global 200 Business Schools z 2013/14 r. Rating stanowi przegląd wybranych szkół biznesu przeprowadzony przez ponad 2000 pracodawców, którzy rekrutują absolwentów MBA. Raport QS za lata 2013/2014, dotyczący rankingu kampusów UE z Hiszpanii, Szwajcarii i Niemiec plasuje nas na 33. pozycji.
W 2013 roku EU Business School znalazła się na 8. miejscu na liście najlepszych międzynarodowych szkół MBA dla kobiet, wśród 200 innych placówek według raportu QS.
W raporcie QS za 2011, kampusy EU Business School z Hiszpanii, Szwajcarii i Niemczech zajęły 39. miejsce.
W 2010 roku kampus EU Business School z Hiszpanii zajął w 52 pozycję spośród 67 w rankingu Quacquarelli Symonds dla europejskich szkół biznesu.

### CEO Magazine
W 2016 roku, EU Business School MBA zajęła pierwsze miejsce w światowych rankingach internetowych. Ponadto oba programy MBA i EMBA zostały najwyżej ocenione pod względem jakości wśród innych programów europejskich.
W 2015 roku program MBA EU Business School otrzymał pierwsze miejsce w globalnym rankingu najlepszych 20 programów, a internetowy program MBA zajął pierwszą pozycję w światowych rankingach internetowych. Program MBA cały czas był wysoko klasyfikowany w rankingach europejskich, natomiast program executive MBA znalazł się szczycie w międzynarodowych rankingach.
W 2013 roku EU Business School została nominowana przez Prezesa Zarządu Magazynu International Graduate Forum do najlepszego europejskiego programu MBA i drugiego pod względem jakości międzynarodowego programu EMBA.

### Inne rankingi
W 2011 roku, Capital Magazine sklasyfikował EU Business School na 6. miejscu wśród najlepszych na świecie szkół biznesu dla kobiet.
W 2010 roku EU Business School znalazła się w rankingu 50 najbardziej przystępnych dla mediów społecznościowych międzynarodowych szkół MBA.

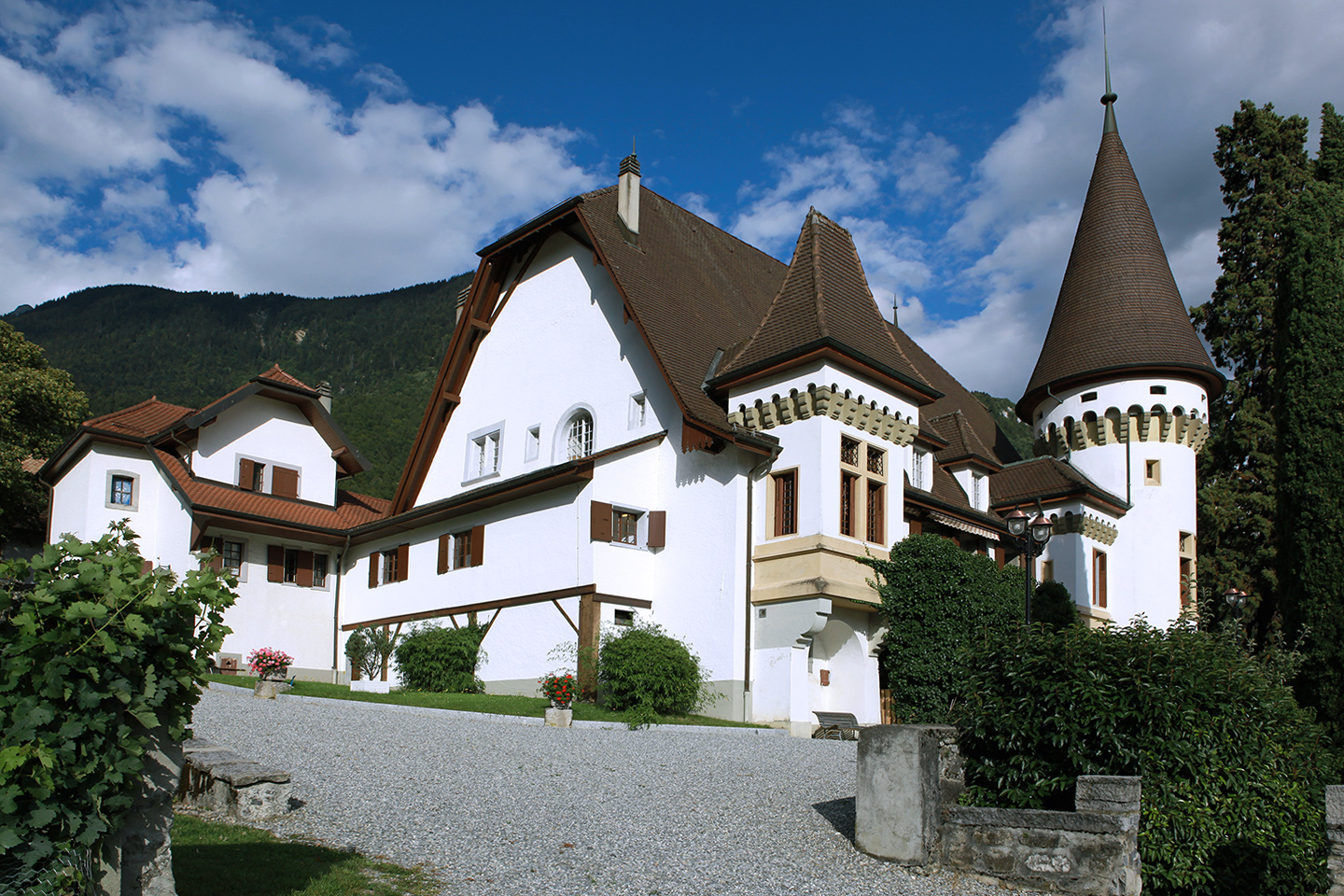

## Zrównoważony rozwój
EU Business School w Montreux jest sygnatariuszem Zasad Odpowiedzialnej Edukacji Menedżerskiej [ang. PRME] Narodów Zjednoczonych -wspieranej inicjatywy inspirowania odpowiedzialnej edukacji w zakresie zarządzania, badań i świadomego przywództwa.
EU Business School oferuje Program Certyfikacji w zakresie odpowiedzialności społecznej wspólnie z Międzynarodową Organizacją Pracy.
Organizacja Green Cross International otrzymała w 2014 roku nagrodę zrównoważonego rozwoju – nagrodę przyznawaną przez EU Business School.
W 2012 roku EU Business School otworzyła studia licencjackie na kierunku zarządzanie zrównoważonym rozwojem w kulturze.
EU Business School jest członkiem instytucji „Consejo Latinoamericano de Escuelas de ADMINISTRACIÓN”.

## Tytuły honorowe
W ciągu 40 lat istnienia EU Business School przyznała 24 doktoraty honoris causa. Tytuł otrzymali m.in. Nick Hayek Jr., Gérard Dubois, Abel Gyozevich Aganbegyan, Aleksandr Winokurow i Steve Guerdat.
W dniu 25 czerwca 2014 roku, prezes Banku Doha, R. Seetharaman otrzymał tytuł doktora w zakresie globalnego zarządzania, tak jak były prezydent Szwajcarii, Adolf Ogi, który został zaproszony przez szkołę do gmachu Organizacji Narodów Zjednoczonych, celem prezentacji swojej książki Dolf Ogi: mąż stanu i sportowiec,
W dniu 27 czerwca 2015 roku Brian Cookson otrzymał stopień doktora prawa cywilnego, Honoris Causa Europejskiej Szkoły Biznesu.

## Kampus
EU Business School posiada kampusy w Genewie, Montreux, Monachium i Barcelonie i w szeregu instytucji partnerskich na całym świecie. Wszystkie kampusy realizują identyczny program nauczania w języku angielskim, umożliwiając studentom łatwą zmianę placówki między różnymi krajami.

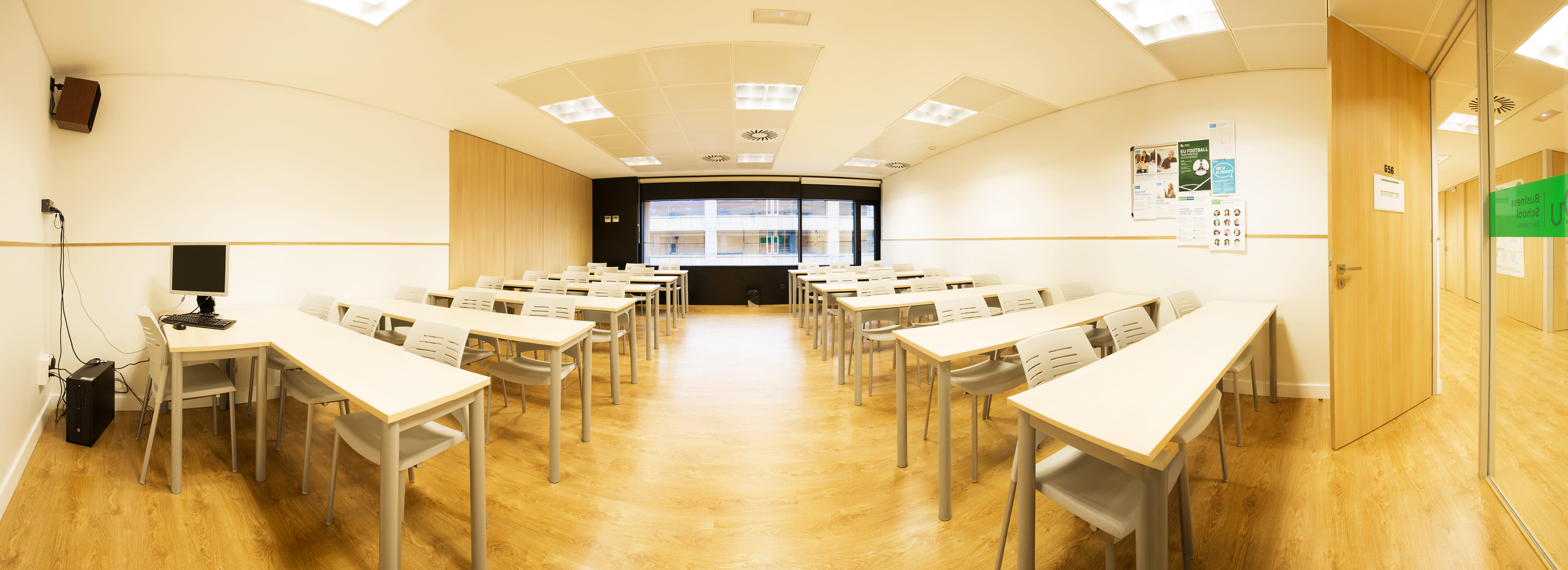

Kampus w Genewie znajduje się pięć minut od Jeziora Genewskiego i kilka kilometrów od francuskich i szwajcarskich Alp. Miasto jest siedzibą Narodów Zjednoczonych i Światowej Organizacji Handlu. Kampus posiada własną bibliotekę.
Kampus w Montreux zlokalizowany jest w centrum miasta Montreux, miejsca znanego z Montreux Jazz Festival.
Kampus w Monachium znajduje się w pobliżu centrum stolicy, w południowym regionie Niemiec, w Bawarii. Kursy są realizowane za pośrednictwem najnowocześniejszych technik. Dla studentów, na życzenie, dostępna jest baza ProQuest.

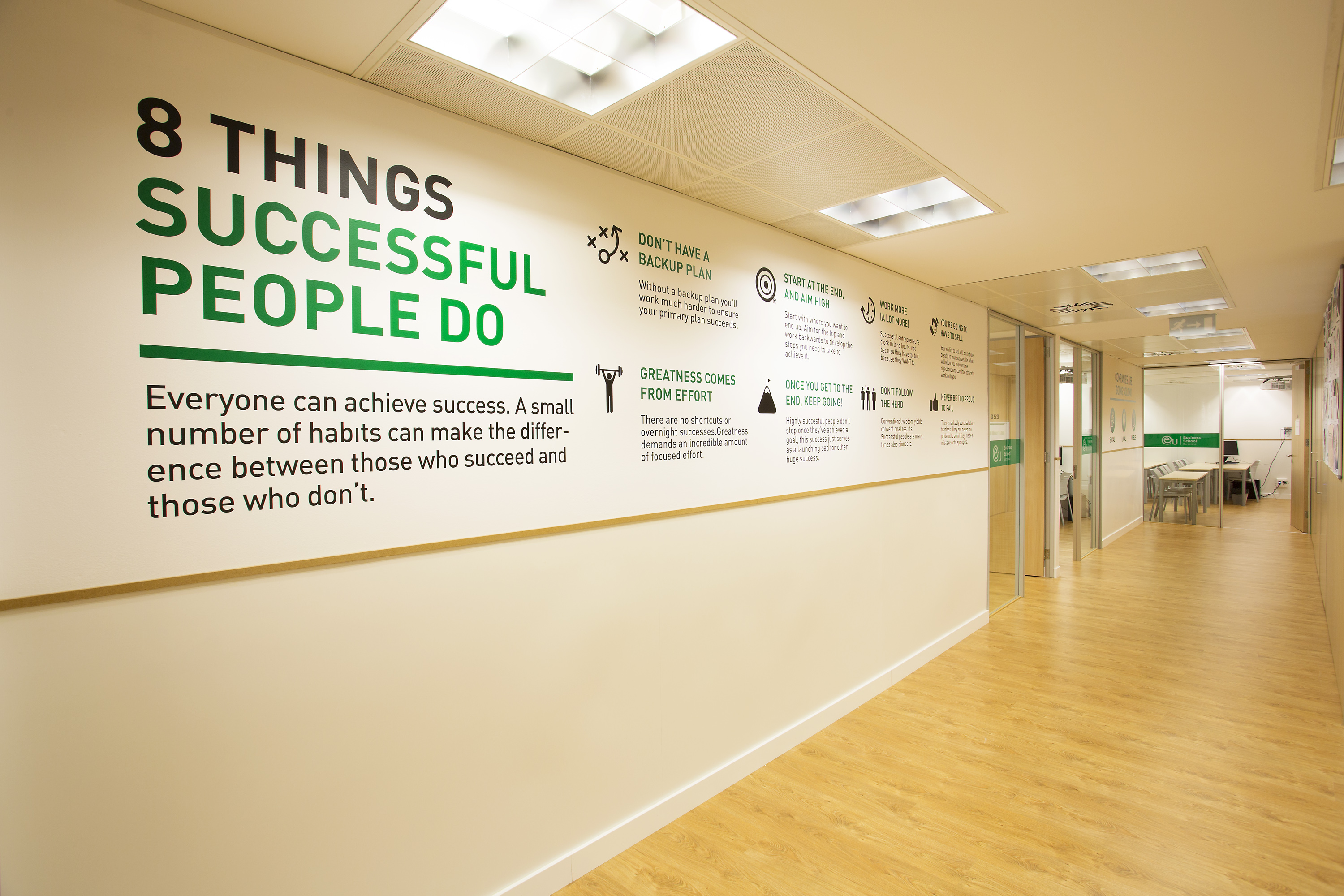

Kampus w Barcelonie znajduje się w La Bonanova, dziesięć minut drogi od centrum miasta. Wszystkie pomieszczenia wyposażone są w tablice SMART oraz dostęp do bazy danych e-biblioteki ProQuest, na życzenie.
Wszystkie kampusy są wyposażone w WiFi i sale komputerowe.

## Inicjatywy marketingowe
EU Business School jest partnerem edukacyjnym projektu „Crucero Business Networking” (CBN). CBN jest połączeniem edukacji i rozrywki w internecie.
W 2013 roku EU Business School przyznała nagrodę Corporate social responsibility dla Fundacji Make-A-Wish, w Hiszpanii w 2012 r. oraz dla Fundacji FC Barcelona.
W grudniu 2013 roku EU Business School była gościem na powitalnej uroczystości studentów, organizowanej wspólnie z rządem, w dzielnicy Sarrià-Sant Gervasi.
W lipcu 2014 roku EU Business School zorganizowała wydarzenie TEDxBarcelona o nazwie „Nowy Świat”, w trakcie którego ośmiu wykładowców omawiało wizję dotyczącą przyszłości społeczeństwa, architektury, medycyny i techniki.
Marc Guerrero, profesor wydziału międzykulturowych zagadnień działalności gospodarczej, reprezentujący EU Business School, członek Demokratycznej Konwergencji Katalonii i wiceprezes Grupy Porozumienia Liberałów i Demokratów na rzecz Europy, opublikował w grudniu 2013 r. książkę pod tytułem „Zrestartować Europę”. To optymistyczny esej dotyczący przyszłości Europy omawiający, jak Europa stała się społeczeństwem rozdartym pomiędzy wartościami przeszłości, a niepewną przyszłością.
EU Business School jest członkiem „nietypowych partnerów” Festiwalu Jazzowego w Montreux.
W styczniu 2015 roku EU Business School była gospodarzem inauguracji szwajcarskiego Forum Ekonomicznego Romandie w Yvorne.
W marcu 2016 roku współpracowała z iSport Forum 2016 – międzynarodowym forum inwestycyjnym branży sportowej.
W tym samym miesiącu EU Business School w Barcelonie brała udział w drugiej edycji „Championnat européen des universités et Grandes Ecoles”.